# Giro del Lago Maggiore 2005
Il Giro del Lago Maggiore 2005, ventiquattresima edizione della corsa, valido come evento dell'UCI Europe Tour 2005 categoria 1.2, si svolse il 6 marzo 2005 su un percorso di 176,6 km. Fu vinto dall'italiano Mauro Santambrogio, al traguardo con il tempo di 3h58'33" alla media di 44,418 km/h.
Alla partenza erano presenti 127 ciclisti dei quali 28 portarono a termine la gara.

## Ordine d'arrivo (Top 10)
| Pos. | Corridore          | Squadra       | Tempo    |
| ---- | ------------------ | ------------- | -------- |
| 1    | Mauro Santambrogio | LPR-Piacenza  | 3h58'33" |
| 2    | Michele Maccanti   | LPR-Piacenza  | s.t.     |
| 3    | Danilo Napolitano  | LPR-Piacenza  | a 1'55"  |
| 4    | Nicolas Roux       | Amore & Vita  | a 2'04"  |
| 5    | Simone Schaerrer   | Amore & Vita  | a 2'18"  |
| 6    | Lukas Flückiger    | Saeco-Romer's | a 2'20"  |
| 7    | Roman Peter        | Amore & Vita  | a 3'31"  |
| 8    | Remo Spirgi        | Mendrisio     | a 3'38"  |
| 9    | Nicolas Schnyder   | GS Hadimec    | a 3'41"  |
| 10   | Simon Wyss         | Mendrisio     | a 4'14"  |